# Henri Vullinghs
Henri Vullinghs (Sevenum, 14 september 1883 – Bergen-Belsen, 9 april 1945) was pastoor in Grashoek en Grubbenvorst in Limburg en Nederlands verzetsstrijder tijdens de Tweede Wereldoorlog. Hij was een van de grootste organisatoren van pilotenhulp en onderduik in de gehele provincie Limburg.

## Vroege carrière
Hendrik Jacob H. Vullinghs was zoon van een bierbrouwer in Sevenum. Hij was bekend als een verdraagzaam mens en had een brede culturele belangstelling; onder meer zette hij zich in voor de kerkmuziek. Zo richtte hij, na onderricht door de Amerikaanse zangpedagoge Justine Ward, in 1928 het Ward Instituut (later Lennards-Instituut) te Roermond op, dat door de opleiding van duizenden onderwijskrachten decennialang landelijk het zangonderwijs heeft bepaald op talrijke katholieke scholen (Jos Lennards, 1899-1986, was de medewerker aan wie Vullinghs in 1937 zijn directeursfunctie heeft overgedragen). Dit instituut was de r.k. tegenhanger van de omstreeks dezelfde tijd opgerichte en evenzeer invloedrijke Volksmuziekschool van Willem Gehrels.
Vullinghs had in Italië gestudeerd en was daar in aanraking gekomen met het fascisme van Mussolini dat in hem diepe weerzin had opgewekt.
In 1918 had hij in opdracht van het Roermondse bisdom een parochie gesticht in Grashoek en in 1939 werd hij benoemd tot pastoor in Grubbenvorst. In zijn preken voor de oorlog ging hij regelmatig in op de politieke wantoestanden in Duitsland. Op 10 mei 1940 sprak hij, nadat hij de Duitse militaire overmacht had aanschouwd vanaf de preekstoel: "Onze soldaten kunnen niets meer doen. Nu is het de beurt aan ons. Wij zullen de Duitsers dwarszitten waar wij kunnen."

## Verzet
Dit zou het begin zijn van zijn verzetsactiviteiten die intens en divers waren. Vullinghs werd de leider van het humanitair geïnspireerde verzet tegen de Duitse bezetter. Samen met zijn kapelaan, Jean Slots en later ook met zijn kapelaan Theo Trienekens en kapelaan Jac. Naus, begon hij meteen in mei al het helpen van aan de Duitsers ontsnapte Franse krijgsgevangenen die via opgezette routes naar het vrije deel van Frankrijk werden gebracht.
Daarna ging de pastoor verder met de hulp aan Joodse onderduikers en neergestorte geallieerde piloten. Hij was betrokken bij het opzetten van vluchtroutes door Noord- en Midden- Limburg. Ook regelde hij een heel netwerk in de omgeving van onderduikadressen van Joden die naar Grubbenvorst kwamen om onder te duiken. Hij had vele relaties in de muziekwereld (hij had in Italië en Amerika musicologie gestudeerd) en via hen en via zijn vriend uit Grashoek, de journalist Mathieu Smedts, kwamen in 1942 de eerste meest Joodse onderduikers aan in Grubbenvorst, onder meer geregeld door Chiel Salomé. Op zondag tijdens zijn preek riep de pastoor regelmatig zijn parochieleden op om kleding af te staan "voor een bepaald doel dat intussen algemeen bekend is".

## Verraad en arrestatie
Op 1 mei 1944 werd koster Stappers in Grubbenvorst gewaarschuwd dat de Sicherheitspolizei vanuit Venlo onderweg was om de pastoor te arresteren. Stappers haastte zich naar het klooster waar Vullinghs woonde, omdat zijn eigen pastorie door een bominslag getroffen was. Helaas trof hij hem niet thuis want de pastoor was al op de fiets vertrokken naar de kerk. Vlak voor de kerk op straat werd Vullinghs gearresteerd en opgesloten. Op 1 juni 1944 werd hij overgebracht naar Kamp Vught waar hij zwaar mishandeld werd. Op 6 september 1944 werd hij op transport gezet naar het concentratiekamp Sachsenhausen en van daar uit ging hij naar het kamp Bergen-Belsen waar hij eind maart 1945 doodziek arriveerde. Twee weken later stierf hij daar aan dysenterie.

## Presser
Uit het boek Ondergang van Presser staat het volgende citaat van Fons Hermans opgenomen: "Een pastoor, groot van gestalte en aristocratisch van uiterlijk; dat was hij. Een jonge Joodse vrouw, mooi als de meeste kinderen van Abraham en Sarah; dat was zij. Beiden liepen gearmd door het nachtelijk-donkere bos. Zo nu en dan brak de maan even door het wolkendek heen. De stilte van het bos werd verhevigd door het nauwelijks hoorbare geruis van de boomtoppen, waarover de wind zacht ademde. Zich naar zijn zwijgende gezellin wendend, glimlachte de pastoor geamuseerd en zei: "Dat heb je ook nooit kunnen dromen hè, dat je nog eens gearmd met een Limburgse pastoor na middernacht door een bos zou lopen." "Neen, dat heb ik nooit kunnen denken", antwoordde het donkere vrouwtje naast hem, "maar evenmin zult u hebben vermoed, dat u zo'n nachtelijke wandeling nog eens ooit gearmd met een Amsterdams jodinnetje zoudt maken." Beiden lachten vergenoegd om het komische in deze gang van zaken en vervolgden toen weer zwijgend hun weg door het nachtelijk donker." Hermans besluit zijn verhaal met de beschrijving van de requiemmis, op 5 mei 1960 in de kerk van Grubbenvorst uitgevoerd en gecomponeerd door een musicus, de echtgenoot van de mede door toedoen van pastoor Vullinghs geredde jonge vrouw.
Op 9 april 2015 werd in Grubbenvorst opnieuw het Requiem, gecomponeerd door Hans Lachman ten gehore gebracht. Lachman, geboren in Berlijn in 1906, was in 1933 naar Nederland gevlucht en had met hulp van pastoor Vullinghs in Grubbenvorst ondergedoken gezeten. Als eerbetoon aan pastoor Vullinghs componeerde Lachman, waarschijnlijk in de jaren '50, een katholiek Requiem.
In Grubbenvorst en in Sevenum is beide het Pastoor Vullinghsplein naar hem vernoemd, in Sevenum en Grashoek de Pastoor Vullinghsstraat en in Kronenberg de Henri Vullinghsstraat.